# کانال آگوستوف
کانال آگوستوف (لهستانی: Kanał Augustowski) یک آبراهه میان‌مرزی است که در سده نوزدهم ساخته شد و در استان پودلاسکی لهستان و منطقه گرودنو در بلاروس قرار دارد.